# Dragomirești, Maramureș
Dragomirești là một thị trấn thuộc hạt Maramureș, România. Dân số thời điểm năm 2002 là 3170 người.